# Dolores Vayreda
Dolores Vayreda Casanellas (Villanueva y Geltrú, Barcelona, 1930 - Jerez de la Frontera, Cádiz, 10 de febrero de 2022) fue una política española y una histórica militante del Partido Andalucista. 

## Biografía
Aunque nació en la localidad barcelonesa de Vilanova i la Geltrú en 1930, pasó la mayor parte de su vida en Jerez de la Frontera, tras contraer matrimonio con José Páez. El matrimonio tuvo nueve hijos.
Se presentó a las elecciones municipales de 1979, bajo las siglas del Partido Socialista de Andalucía (PSA), y formó parte de la primera corporación democrática que hubo en el Ayuntamiento de Jerez de la Frontera (1979-1987), como concejala del consistorio jerezano junto con Eleonora Rider y Blanca Alcántara. Posteriormente durante los años noventa y de los primeros años del siglo XXI, Vayreda permaneció  en el Partido Andalucista, formando parte de su comité local hasta que en 2015 el partido aprobó su disolución.